# Nước thịt nấm

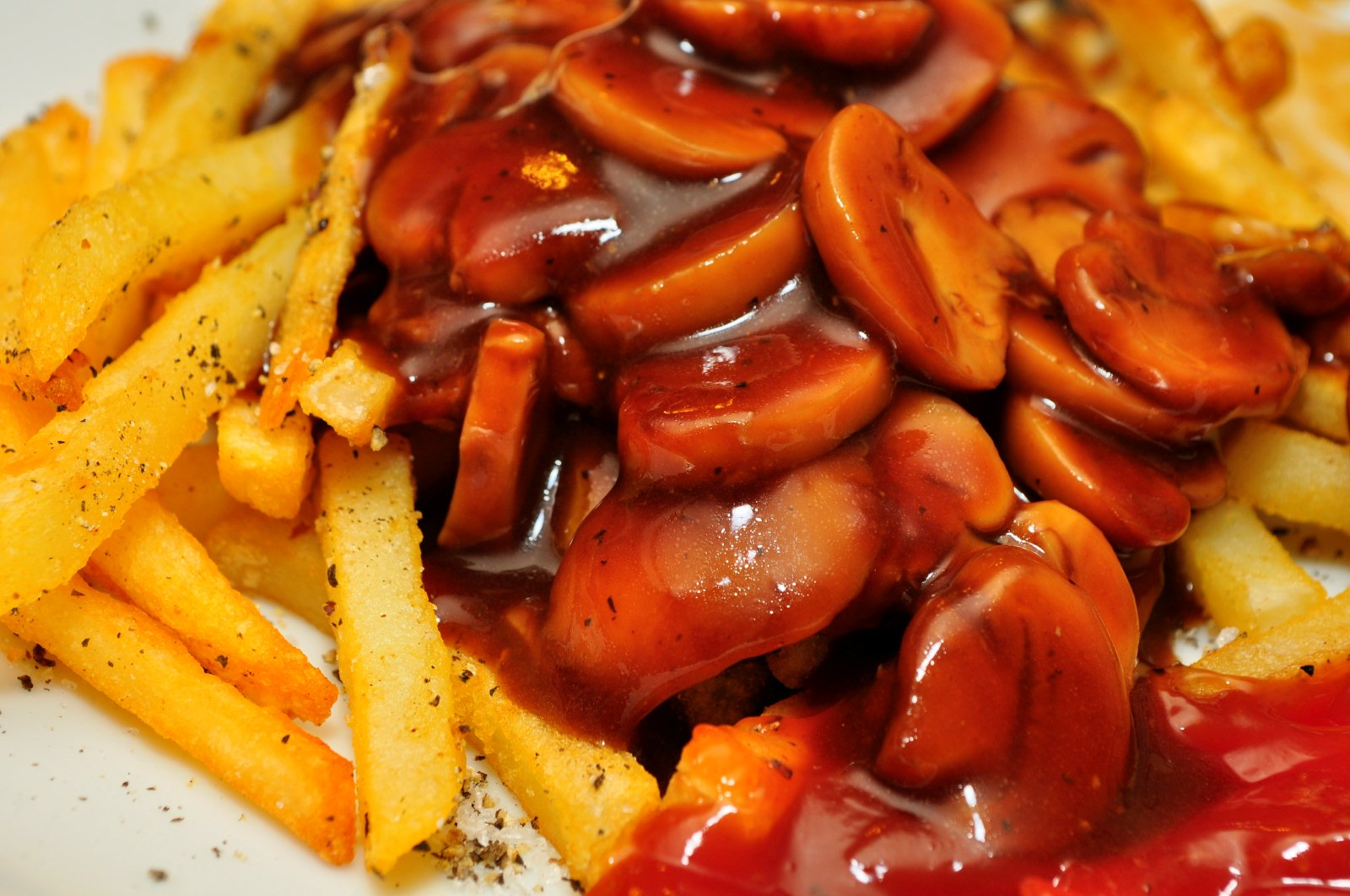
Nước thịt nấm trên khoai tây chiên

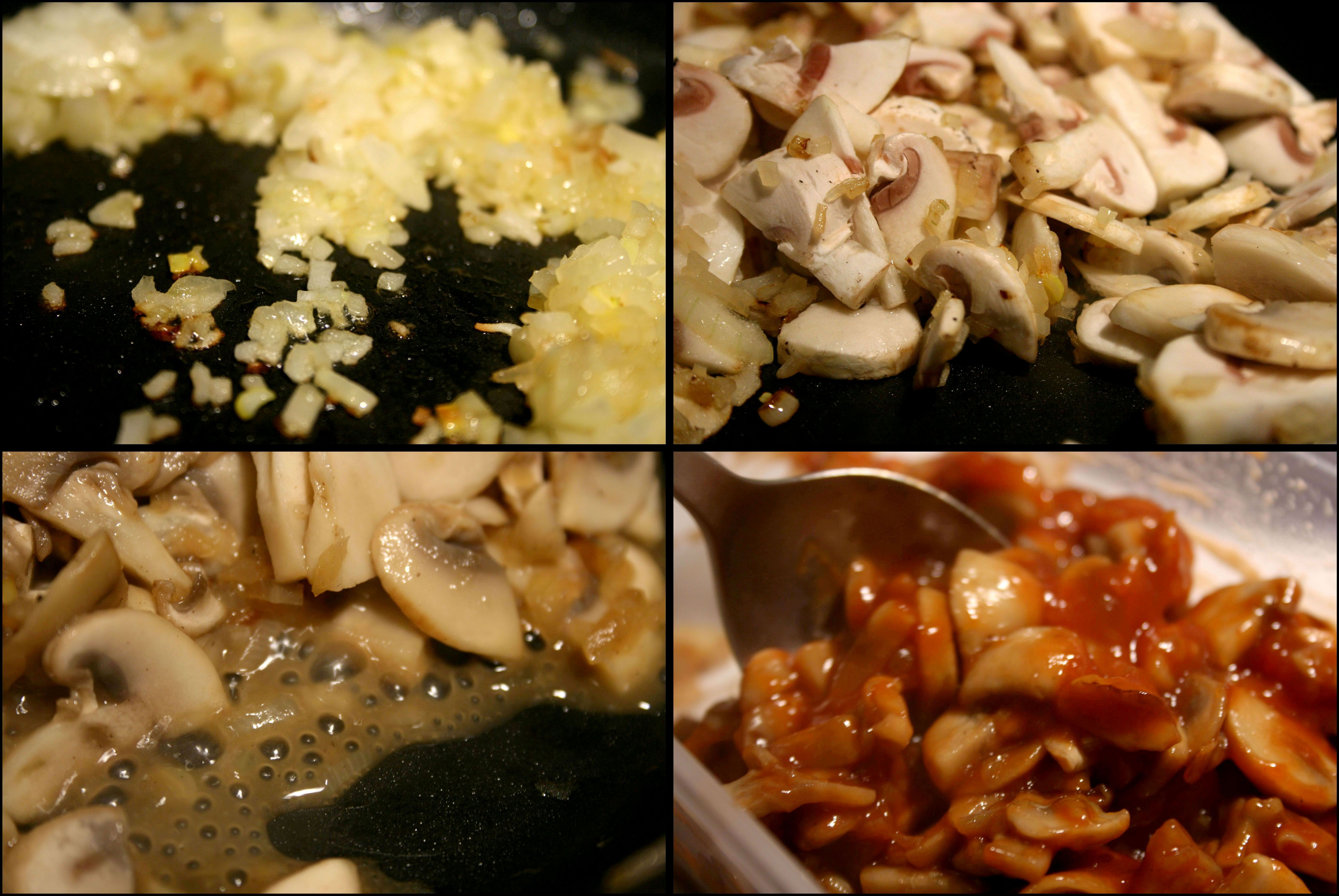
Chuẩn bị nước thịt nấm

Nước thịt nấm là một loại nước sốt đơn giản, thường có màu đỏ, có thể được làm từ nước cốt (điển hình là thịt bò, nhưng có thể dùng thịt gà), roux (hỗn hợp bơ và bột mì có thành phần bằng nhau để làm đặc) và nấm.
Nó cũng có thể được gia giảm với quả nhục đậu khấu, để thêm hương vị nhục đậu khấu tinh tế.